# Ana Maria Crnogorčević
Ana Maria Crnogorčević (Steffisburg, Švicarska, 3. listopada 1990.) je švicarska nogometašica hrvatskog podrijetla. Ima hrvatsku i švicarsku putovnicu.
Rodila se je u obitelji roditeljâ Hrvata, koji su Hrvati iz Rume u Vojvodini, kamo se njen djed bio odselio iz Drniša. Ana Maria Crnogorčević je rodila se u Švicarskoj, gdje je odrasla. 
Nogometom se bavi od 11. godine. Prvo je trenirala u FC Steffisburgu. Trenirati je nastavila u Rot-Schwarzu iz Thuna. S njima je osvojila kup 2009. godine. Bila je najbolji strijelac švicarske lige s 24 postignuta pogotka iz 16 utakmica. 2010. ju je godine doveo u svoju djevojčad Hamburger SV. Dvije je sezone provela ondje gdje je pokazala se izvrsnom, zbog čega ju je doveo Frankfurt kao pojačanje za Ligu prvakinja.
Danas je jedna od najuspješnijih nogometašica Bundeslige. Nastupa za Švicarsku. Dok je nastupala za švicarsku reprezentaciju za igračice do 16 godina starosti, bilo je poziva za doći igrati za Hrvatsku. 
2010. je godine njemački list Bild-Zeitung proglasio je Anu Mariju Crnogorčević najljepšom nogometašicom Bundeslige.
2015. je godine u finalu igranom u Berlinu, s djevojčadi Frankfurta pobijedila Paris St. Germain 2:1 i osvojila naslov europske klupske prvakinje.